# عرشي
هي قرية في جبل حريرجبل حرير الضالع اليمن وتشتهر بالزراعة الفاكهة والخضروات وتعتبر أصل الجبل ونواتها الأولى.
هذه المقالة تضم الاستشهاد بمصادر مؤكده من الكاتب . (مارس 2016)
هي قرية في جبل حرير م. الضالع اليمن الجنوبي وتشتهر بالزراعة الفاكهة والخضروات وتعتبر أصل الجبل ونواتها الأولى. تسكنها قبيلة العجلمي والحريري
قبيلة العجلمي هي إحدى القبائل العربية الأصيلة التي تنتمي إلى ربيعة بن نزار بن معد بن عدنان ، وهي من فروع قبيلة بكر بن وائل ، التي كانت تسكن في شرق جنوب وشمال شرق شبه الجزيرة العربية قبل الإسلام. قبيلة العجلمي لها دور تاريخي وحضاري مهم في المنطقة ، فهي شاركت في الفتوحات الإسلامية ، وأنجبت عدداً من الفقهاء والأدباء والشعراء والأمراء والعلماء، كما ساهمت في نشر الإسلام والثقافة العربية في بلاد فارس وخراسان، حيث سكنت في اليمن و مدينة الكرج التي بناها أحد أشهر أبطالها ، أبو دلف العجلمي الحريري . قبيلة الحريري العجلمي من أبرز شخصياتها المؤمنة بريد بن معاوية العجلمي الحريري ، أحد فم ) ،كما أن قبيلة الحريري تزخر بالشجاعة والفخر والكرامة ، وتضرب بها المثل في الصدق والوفاء.
وقدم لها بعض أفراد من قبيلة المفلحي من يافع. يحيط بها عدة أوديه وهي وادي عفاق وقرية الظاهرة من الشمال ووادي الهذرة وشعب الميجال من الغرب ومن الجنوب الكرع، وحيد الخليفة.وتعتبر اوفر قرى الجبل من حيث المياه وخاصة الينابيع الطبيعيه، كا نبع جعور ونبع عفاق ونبع الهذرة وشعب اليجل وقد عرفة قديما لدئ سكان المنطقة بابلاد الشده ورخئ، لوفرة مائها وخصوبة وديانها بالمقارنة مع القرئ الأخرى ‌
بوابة اليمن
هذه بذرة مقالة عن تجمع سكني يمني بحاجة للتوسيع. فضلًا شارك في تحريرها.
تسكنها قبيلة العجلمي والحريري وقدم لها بعض أفراد من قبيلة المفلحي من يافع.
يحيط بها عدة أوديه وهي وادي عفاق وقرية الظاهرة من الشمال ووادي الهذرة وشعب الميجال من الغرب ومن الجنوب الكرع، وحيد الخليفة.وتعتبر اوفر قرى الجبل من حيث المياه وخاصة الينابيع الطبيعيه، كا نبع جعور ونبع عفاق ونبع الهذرة وشعب اليجل
وقد عرفة قديما لدئ سكان المنطقة بابلاد الشده ورخئ، لوفرة مائها وخصوبة وديانها بالمقارنة مع القرئ الأخرى
‌
عرشي (الضالع)
قرية عرشي هي قرية جبلية تقع على قمة جبل حرير ضمن مديرية الحصين في محافظة الضالع جنوبي اليمن. تبعد القرية نحو ٢٠ كم شمال شرق مدينة الضالع. يحدها من الشمال كلٌ من وادي عفاق وقرية الظاهرة، ومن الغرب وادي الهذرة وشعب الميجال، ومن الجنوب قرى الكرع ووحيد الخليفة. ويقع جبل حرير جنوب بلدة قعطبة، بحيث يشرف على قعطبة من مرتفعاته.
السكان والقبائل
يقطن قرية عرشي في الغالب أبناء قبيلتي العجلمي والحريري، وهما من أعرق القبائل في جبل حرير. يعود أصل بعض الأسر في القرية إلى قبيلة المفلحي من يافع. وقد بلغ عدد سكان القرية نحو ١٣٠٠ نسمة وفق مشروع مياه نفذته منظمة كير العالمية عام ٢٠٢٠.
الزراعة
تزدهر في قرية عرشي الزراعة باعتبارها النشاط الاقتصادي الرئيس، لوفرة المياه وغنى الأراضي. تشتهر القرية بزراعة الفواكه والخضروات، كما تنتج محاصيل رئيسية مثل القات والقهوة والموز والحبوب بأنواعها المختلفة. وتتنوع المزروعات في عرشي بفضل وفرة الينابيع الجوفية والموارد المائية المتاحة فيها، مما يمنح أراضيها خصوبة عالية مقارنة بالقرى المحيطة.
المياه والموارد الطبيعية
تتميز عرشي بوفرة المياه العذبة ووجود عدة ينابيع طبيعية دائمة. من أبرز هذه الينابيع نبع جعور، ونعباعة عفاق، و نبع الهذرة، وشعب اليجل. ولهذا عرف سكان المنطقة القرية قديماً بلقب «بلاد الشدة ورخى» تيمناً بوفرة مواردها المائية وخصوبة وديانها مقارنة بالقرى الأخرى.
المشاريع التنموية
شهدت القرية تنفيذ مشاريع تنموية من قِبل منظمات دولية. ففي عام ٢٠١٨ دشنت منظمة ACTED الفرنسية مشروع رصف طريق حجري بطول ٢٠٠ متر يربط بين وادي جعورر شرقاً ونجد عرشي غرباً في القرية ضمن برنامج «العمل مقابل الغذاء». كما أطلقت منظمة كير العالمية (CARE) في نوفمبر ٢٠٢٠ مشروع مياه للشرب يخدم سكان عرشي والمناطق المجاورة. واستفاد من المشروع نحو ١٣٠٠ نسمة من أهالي القرية الذين كانوا يضطرون لنقل المياه قديماً فوق الحمير من الوديان إلى منازلهم.
في كتب التاريخ
ورد ذكر جبل حرير وقريته عرشي في المصادر التاريخية. ففي كتاب «صفة جزيرة العرب» للمؤرخ اليمني الحسن الهمداني، يُذكر جبل حرير ضمن جبال جعدة بأنه يشمل عدة قرى ومزارع، وأن منتجاته من القات والبن والموز وجميع أنواع الحبوب. ويورد الهمداني أن جبل حرير يقع جنوب بلدة قعطبة ويشرف عليها، كما أن عداد أهله من “الأجعود من الجنوب اليمني”، وقد فسّر المحققون هذا الوصف بأنه يشير إلى إحدى فخوذ قبيلة العجلمي. ويمكن الاستدلال من ذلك على قدم استيطان قبيلتي العجلمي والحريري في جبل حرير.
المراجع
الهمداني، صفة جزيرة العرب (تحقيق محمد بن علي الأكوع)، مكتبة الإرشاد، صنعاء، الصفحات ١١٥–١١٨، ١٢٩–١٣٤، ١٩٠٣–١٩٠٦.
الوطن العدنية، “الضالع.. العمل مقابل الغذاء لقرية عرشي جبل حرير” (تقرير إخباري، ٩ أكتوبر ٢٠١٨).
الوطن العدنية، “منظمة كير العالمية تدشن مشروع مياه قرية عرشي” (تقرير إخباري، ٢٤ نوفمبر ٢٠٢٠).